# Wilcza Góra (Góry Bardzkie)
Wilcza Góra (niem. Groß Wiltscherberg, 663 m n.p.m.) – wzniesienie w południowo-zachodniej Polsce, w Sudetach Środkowych, w Górach Bardzkich.
Wzniesienie położone około 3,2 km na południowy zachód od centrum miejscowości Srebrna Góra, w północno-zachodniej części Gór Bardzkich, w Grzbiecie Zachodnim, nad przełęczą Wilcze Rozdroże. Grzbiet ten ciągnie się ku północnemu zachodowi przez Stróżę i Łysą Górę, do Srebrnej Przełęczy. Od Wilczej Góry odchodzi na południe boczny, południowy grzbiet z kulminacją Słupa i biegnącym w stronę Wojborza. Góra o kopulastym kształcie i stromych zboczach z wyraźnie zaznaczonym wierzchołkiem.  Na zachodnim stoku znajdują się źródła potoku Jaśnica, dopływu Nysy Kłodzkiej.
Zbudowane jest z dolnokarbońskich szarogłazów, zlepieńców i łupków ilastych struktury bardzkiej.
Góra porośnięta jest lasem dolnoreglowym.